# Näätämö
Näätämö (Skolt-Samisch: Njauddâm/Njávdán) is een nederzetting op de grens tussen Finland en Noorwegen in het oostelijk "oor" van Finland. Het deel van het dorp aan de Noorse zijde heet Neiden.
Näätämö ligt aan de Finse weg 971 die gaat van Inari (plaats) naar de Noorse grens, waarna de weg op Noors grondgebied aansluit op de E6 tussen Tana Bru en Kirkenes (in Finland Kirkkoniemi genoemd). Het is een uiterst klein dorp. Er is voor de kleine bevolking uit de wijde omgeving een relatief grote winkelstraat; de daaraan gevestigde winkels moeten het vooral hebben van Noorse klandizie; sommige prijzen in Finland zijn aanmerkelijk lager dan in Noorwegen. Aan de rand van het dorp is een groot terrein ingericht voor het verzamelen van rendieren; hier worden zij eenmaal per jaar toegewezen aan hun eigenaar.
Het volgende dorp is Sevettijärvi; 27 km naar het zuiden.